# 陳愷 (清朝)
陳愷（？年—1723年），字孟仁，浙江紹興府諸暨縣人，康熙五十九年庚子科浙江鄉試第69名舉人，康熙六十年辛丑科詩經房會試中式60名，殿試成進士，年三十三歲，就教職，雍正元年癸卯故。